# مجلة دراسات المرأة في الشرق الأوسط
مجلة دراسات المرأة في الشرق الأوسط هي مجلة متعددة التخصصات يتم استعراضها من قبل الأقران وتقدم دراسات حول النوع الاجتماعي والجنس ودراسات المرأة في الشرق الأوسط. نشرته مطبعة جامعة ديوك من أجل جمعية دراسات المرأة في الشرق الأوسط.
شارك في تحرير المجلة فرانسيس س. هاسو (جامعة ديوك)، ميريام كوك، (جامعة ديوك)، وبانو جوكريكسيل (جامعة ولاية كارولينا الشمالية في تشابل هيل).
وفقًا لتقارير تقارير الاستشهاد بالمجلات الأكاديمية، فإن المجلة كان لديها عامل تأثير لعام 2015 بلغ 0.219، مما جعلها تحتل المرتبة 35 من بين 40 مجلة في فئة «دراسات المرأة».